# Uitlanders

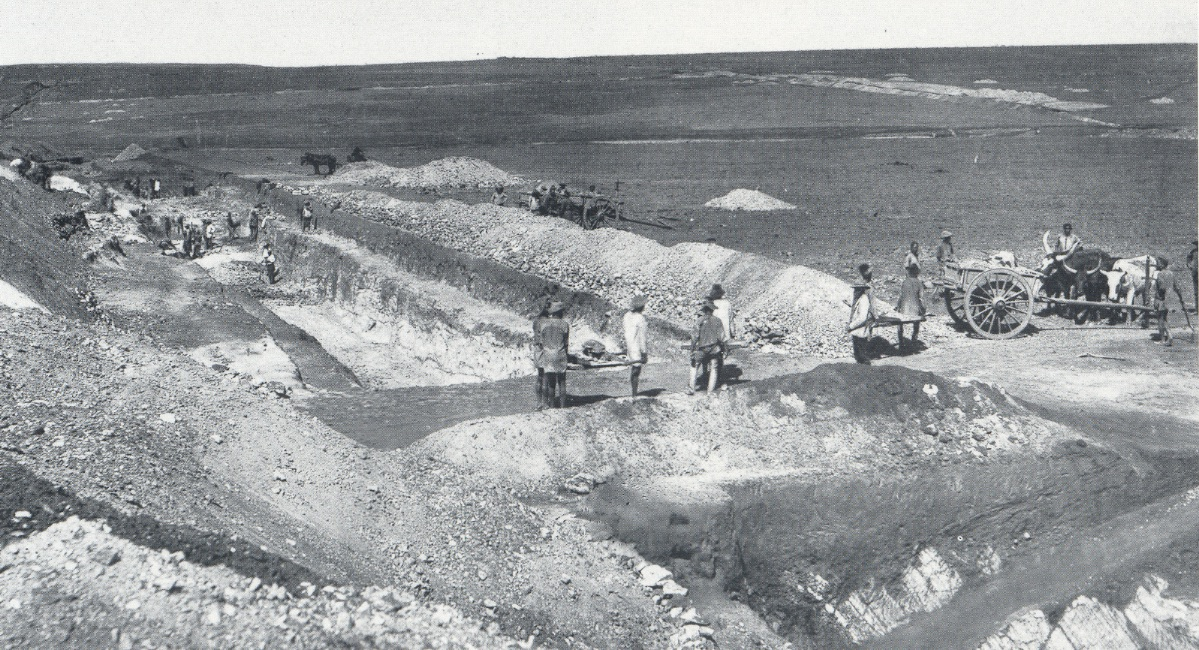
Mina de oro de Ferreira en 1886. La mina lleva el nombre del coronel Ignatius Ferreira, quien fue uno de los fundadores de Johannesburgo.

Uitlander (afrikáans para ‘extranjero’) era el nombre dado a los trabajadores migratorios extranjeros durante la explotación inicial de los campos auríferos de Witwatersrand en el Transvaal, Sudáfrica.

## La guerra bóer

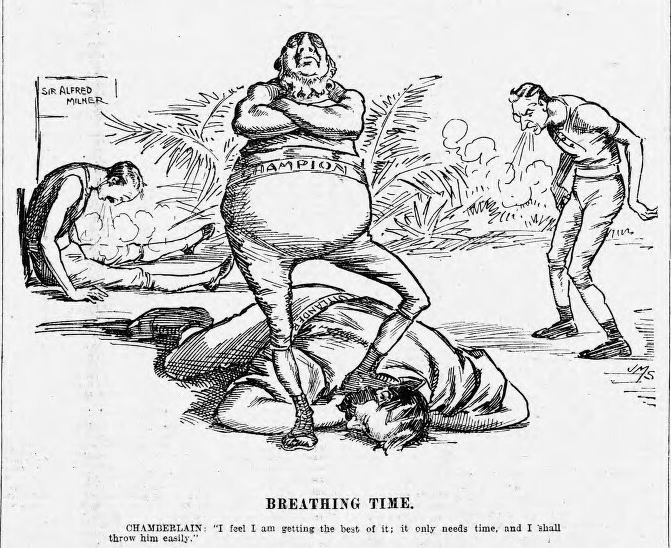
Tiempo para respirar (Time to breath, 1899), caricatura política de J. M. Staniforth en la que Joe Chamberlain (a la derecha) se queja de no poder mover a Paul Kruger (presidente de la República de Transvaal) de los uitlanders. Alfred Milner, entonces alto comisionado del África Austral, yace exhausto a la izquierda.

Dichos enormes campos auríferos fueron descubiertos en 1886, llegando en diez años la población uitlander del Transvaal a superar el doble de los naturales del Transvaal, unos 60.000 uitlanders y 30.000 ciudadanos. Estos trabajadores se concentraron principalmente alrededor del área de Johannesburgo.
El gobierno de Transvaal, bajo el presidente Paul Kruger, estuvo preocupado en cuanto al efecto que esta gran oleada podría tener en la independencia del Transvaal. Los uitlanders eran casi en su totalidad británicos. Concederles el derecho a votar, al tiempo que el gobierno británico trataba de ampliar su poder en Sudáfrica, conduciría casi seguramente a traspasar el poder en el Transvaal a manos británicas, convirtiéndola finalmente en una colonia británica. Por consiguiente, el gobierno Transvaal aprobó una legislación que rechazaba otorgar derechos de voto o ciudadanía a cualquier uitlander que no hubiera residido durante catorce años y que no tuviera al menos 40 años edad. Con esto expulsó exitosamente a los uitlanders de cualquier papel político significativo.
Esto, junto con los altos impuestos y una administración pública corrupta e ineficiente, dio ocasión a un descontento considerable. Tal tratamiento sirvió como pretexto para la Incursión de Jameson en 1895; Cecil Rhodes planeó una invasión al Transvaal que coincidiera con un levantamiento de los uitlanders en Johannesburgo. Las fuerzas de Jameson procedieron a la invasión pero el levantamiento esperado nunca ocurrió; la fuerza invasora fue rápidamente dominada y detenida.
A partir de 1897 en adelante el Alto Comisionado para Sudáfrica Alfred Milner y el Secretario Colonial Joseph Chamberlain, usaron la denegación de derechos a los uitlanders como su quid para el ataque contra el Transvaal. Animaron la agitación uitlander y presionaron por las reclamaciones uitlander, con la amenaza velada de la guerra sobre el gobierno de Kruger.
Al final, la insistencia británica y la intransigencia de Kruger condujeron al estallido de la Guerra Bóer en 1899.
A partir de su derrota en 1902, el Transvaal se convirtió en una colonia británica. Todos los residentes del Transvaal a partir de entonces se convirtieron en súbditos británicos y así entonces el término uitlander cayó en desuso.

## Nota
Las cifras exactas son inciertas, el primer censo del Transvaal sólo fue realizado en abril de 1904. El gobierno del Transvaal edificó su política sobre la base de la existencia de 60.000 uitlanders y 30.000 ciudadanos (estas cifras se refieren a varones adultos solamente). Esta era una estimación conservadora, otros aseveraron que la proporción sería de 4:1 o hasta 10:1. A pesar de estas cifras, subsecuentes estudios han sugerido que existía de hecho una paridad entre ambas poblaciones de ciudadanos y uitlander, aunque dado la naturaleza de minería pueden haber habido más uitlander varones. Ver JS Marais, La Caída de la República de Kruger, p2)